# Vorderweißenbach
Vorderweißenbach est une commune autrichienne du district d'Urfahr-Umgebung en Haute-Autriche. Sa population est de 2084 habitants.

## Histoire
Un bureau de poste a été ouvert le 13 octobre 1868:

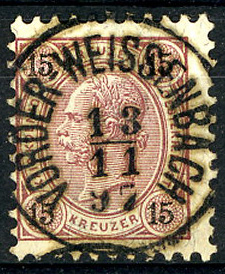
15 kreuzer oblitéré en 1897